# The Legend of Zelda: Majora's Mask
The Legend of Zelda: Majora's Mask (ゼルダの伝説: ムジュラの仮面, Zeruda no Densetsu: Mujura no Kamen) é um jogo eletrônico de ação-aventura desenvolvido e publicado pela Nintendo para o console Nintendo 64. Ele foi lançado mundialmente em 2000 como o sexto jogo da série The Legend of Zelda e o segundo a empregar gráficos em 3D depois de The Legend of Zelda: Ocarina of Time de 1998, do qual ele é uma sequência direta. Projetado por uma equipe criativa liderada por Eiji Aonuma, Yoshiaki Koizumi e Shigeru Miyamoto, Majora's Mask foi desenvolvido em menos de dois anos. Ele conta com gráficos melhorados e várias mudanças de jogabilidade se comparado a seu predecessor, apesar de reutilizar vários elementos e modelos de personagem, o que, segundo os criadores, foi uma decisão criativa necessária graças às limitações de tempo.
Sua narrativa diferencia-se da do resto da série por não se passar em Hyrule e não ser centrada na Triforce e na Princesa Zelda. A história se desenrola em Termina, uma espécie de "mundo paralelo" onde o protagonista Link deve tentar impedir que a lua colida com o planeta, provocando o apocalipse, após ser tirada da sua órbita pelo mascarado Skull Kid.
O jogo introduziu vários novos conceitos relacionados a um ciclo de três dias que se repete, bem como a máscaras que podem transformar Link em seres diferentes. Enquanto o jogador progride, Link também aprende a tocar várias melodias em sua ocarina que permitem que ele controle o fluxo do tempo ou abra passagens para quatro templos. Assim como em outros jogos da série, completar o jogo envolve completar diversas masmorras, cada uma contendo quebra-cabeças e inimigos. Majora's Mask, ao contrário de Ocarina of Time, necessita do acessório Expansion Pak para funcionar, permitindo memória adicional para gráficos mais refinados e mais flexibilidade com a geração de personagens.
Majora's Mask foi bem recebido pela crítica e é amplamente considerado um dos melhores jogos de todos os tempos. Ele foi elogiado por sua jogabilidade, gráficos e história e notado por seus temas mais sombrios se comparados aos dos jogos anteriores da franquia. Apesar de o jogo vender apenas cerca de metade do número de cópias de seu antecessor, ele se tornou um clássico cult. O jogo foi relançado como parte de The Legend of Zelda: Collector's Edition para o GameCube em 2003, pelo Virtual Console do Wii em 2009 e do Wii U em 2016 e pelo Nintendo Switch Online em 2022. Uma recriação melhorada para o Nintendo 3DS, The Legend of Zelda: Majora's Mask 3D, foi lançada em 2015.

## Jogabilidade
O jogabilidade de Majora's Mask é baseada na de Ocarina of Time. Ela retém o conceito das masmorras e canções na ocarina e introduz novos elementos como transformações de personagem e um ciclo de três dias. Assim como em jogos anteriores, Link pode realizar ações básicas como andar, correr e pular de forma limitada, e deve usar itens para derrotar inimigos e resolver quebra-cabeças. A arma principal de Link é uma espada, e outras armas e itens estão disponívels; Link pode refletir ataques com um escudo, atordoar inimigos atirando Deku Nuts, atacar à distância com um arco e flecha e usar bombas para destruir obstáculos e inimigos. Ele também pode se agarrar a objetos ou paralisar inimigos com o Hookshot. Poderes mágicos permitem ataques como flechas mágicas e ataques giratórios e o uso de itens especiais como a Lens of Truth, que possibilita que o jogador veja objetos invisíveis ou através de paredes falsas.
Assim como em A Link to the Past e em seu predecessor, o jogador pode obter um mapa e uma bússola para ajudar nas masmorras. O jogador também tem de encontrar uma chave para desbloquear a sala do chefe. Uma novidade em Majora's Mask são pequenas fadas coletáveis; quinze estão espalhadas por cada masmorra, e o jogador tem de encontrar todas elas e pô-las em sua fonte respectiva para ganhar uma nova habilidade, como melhor defesa ou um ataque giratório melhorado.

### Máscaras e transformações
Enquanto as máscaras em Ocarina of Time estão limitadas a uma missão secundária opcional, elas têm um papel central em Majora's Mask, que conta com um total de 24 máscaras.
Link pode se transformar em diferentes criaturas: a Deku Mask o transforma em um Deku Scrub, a Goron Mask em um Goron e a Zora Mask em um Zora.:24–27 Cada um conta com habilidades únicas: o Deku Link pode realizar um ataque giratório, atirar bolhar, pular na água e voar por um curto período de tempo depois de ser lançado por Deku Flowers; o Goron Link pode rolar rapidamente, golpear com força, bater no chão, caminhar em lava sem sofrer dano e apertar botões pesados; o Zora Link pode nadar mais rápido, atirar barbatanas que funcionam como bumerangues de seus braços, gerar um campo de força e andar no fundo de corpos d'água. Muitas áreas só podem ser acessadas com essas habilidades.:25–27
Link e suas três transformações recebem reações diferentes de personagens não jogáveis.:24 Por exemplo, Goron e Zora Link podem sair de Clock Town quando quiserem, mas Deku Link é proibido graças a sua aparência infantil. Animais também interagem de forma diferente às formas de Link; eles são indiferentes à forma normal de Link, atacam Deku Link, têm medo de Goron Link e perseguem Zora Link.
Outras máscaras fornecem benefícios situacionais. Por exemplo, a Great Fairy's Mask ajuda a encontrar fadas perdidas nos quatro templos, o Bunny Hood aumenta a velocidade de movimento de Link e a Stone Mask torna Link invisível para a maior parte dos outros personagens e inimigos. Máscaras menos valiosas geralmente estão envolvidas apenas em missões secundárias opcionais ou situações específicas. Exemplos incluem o Postman's Hat, que garante acesso a itens em caixas de correio e a Kafei's Mask, que inicia uma longa missão secundária para receber a Couple's Mask.

### Ciclo de três dias
Majora's Mask impõe um limite de tempo de três dias (72 horas) no relógio interno do jogo,:10 ou cerca de 54 minutos de tempo real. Um relógio na tela indica o dia e o tempo. Link pode voltar às 6h do primeiro dia tocando a Song of Time em sua ocarina. Se ele não o fizer antes do fim das 72 horas, a lua destrói Termina e Link perde tudo que conquistou durante os três dias.:10 Uma contagem regressiva em tempo real começa quando há 6 horas restantes. Entretanto, voltar ao primeiro dia salva o progresso do jogador e suas maiores conquistas permanentemente, como mapas, máscaras, canções e armas.:11 Quebra-cabeças resolvidos, chaves e itens menores serão perdidos, bem como qualquer rupee que não esteja no banco, e quase todos os personagens não tem memórias de conhecer Link.:10–11 Link pode diminuir a velocidade do tempo ou avançar para a manhã ou tarde do dia seguinte tocando a Inverted Song of Time e a Song of Double Time, respectivamente. Estátuas de coruja espalhadas pelo mundo permitem que o jogador temporariamente salve o seu progresso depois de sua ativação e fornecem pontos para viagem rápida através da Song of Soaring.:40
Outros usos para canções incluem manipular o clima e desbloquear os quatro templos. Cada forma de Link usa um instrumento diferente: Deku Link toca um instrumento de sopro chamado "Deku Pipes", Goron Link toca um conjunto de bongôs e Zora Link toca uma guitarra feita do esqueleto de um peixe. A Jackson Guitars criou uma edição limitada de uma guitarra de sete cordas como o prêmio para um concurso na Nintendo Power, chamada "Jackson Zoraxe".
Durante o ciclo de três dias, muitos personagens não jogáveis seguem cronogramas fixos que Link pode rastrear usando o Bombers' Notebook.:35 Este caderno rastreia os vinte personagens que precisam de ajuda, como o soldado para quem Link entrega remédios e um casal que Link reúne. Barras azuis na linha do tempo do caderno indicam quando personagens estão disponíveis para interação, e ícones indicam que Link recebeu itens, como máscaras, dos personagens.:35

## Enredo
Majora's Mask é ambientado em Termina. A cidade é uma terra paralela a Hyrule, e possui muitos habitantes que se parecem àqueles vistos em Ocarina of Time.:111
Três meses depois dos acontecimentos de Ocarina of Time, Link parte em busca da fada Navi, que desapareceu no final do jogo. Durante o caminho, ele é atacado pelo misterioso Skull Kid, que utilizava a máscara de Majora e era acompanhado por suas fadas, Tael e Tatl. Skull Kid rouba a ocarina e a égua de Link, Epona. Link o persegue até o buraco de uma árvore e acaba atravessando uma passagem dimensional que o leva para um outro mundo paralelo.:110–111
Ao acordar ele encontra Skull Kid numa câmara e é transformado num Deku Scrub (um ser em forma de planta). Skull Kid e Tael fogem, deixando Tatl para trás. Desiludida e sentindo-se traída, a fada resolve se juntar a Link e ajudá-lo em sua jornada para recuperar sua forma original e seus pertences roubados.:111
Seguindo adiante, Link vai parar dentro da torre do relógio da cidade de Clock Town. Ele encontra um misterioso vendedor de máscaras que lhe pede ajuda para recuperar a Máscara de Majora.:111–112 Caso a máscara não fosse recuperada, as consequências poderiam ser catastróficas. Link então descobre que com os poderes malignos da máscara, Skull Kid fez sua maior travessura: tirou a lua de sua órbita original. Caso nada seja feito, a lua colidirá com a Terra e o mundo acaba em 72 horas.:111
Após recuperar sua Ocarina (e sua forma original), Link tem de viajar no tempo por esse período de 3 dias até conseguir habilidades suficientes para enfrentar Skull Kid e a poderosa Máscara de Majora. Para enfrentá-la, ele precisa libertar os quatro espíritos guardiões gigantes, para que possam impedir a queda da lua. Os guardiões estão aprisionados em 4 templos, ao longo das quatro direções de Termina: Norte, Sul, Leste e Oeste. Mais para frente, Link enfrenta os serviçais do demônio da máscara Majora, que estão guardando os espíritos dos 4 gigantes guardiões de Termina.:111–112
Então, Link finalmente é desafiado por um desses espíritos detentor da máscara chefe. Link enfrenta o demônio Majora em suas formas: Majora's Mask (Máscara de Majora), Majora's Incarnation (Encarnação de Majora) e por fim sua forma final Majora's Wrath (Ira de Majora). Derrotando Majora, a maldição da máscara desaparece e a lua volta a sua órbita original dando um novo dia de vida a Termina, com Link possivelmente voltando a sua pacífica Hyrule.:112

## Desenvolvimento
Após o lançamento de The Legend of Zelda: Link's Awakening em 1993, os fãs da série esperaram cinco anos para o lançamento de Ocarina of Time, cujo desenvolvimento durou cerca de quatro anos. Por reutilizar o motor gráfico e os gráficos do Ocarina of Time, uma equipe de desenvolvimento menor precisou de apenas um ano para finalizar a produção de Majora's Mask, cujo desenvolvimento foi iniciado em janeiro de 1999. O jogo foi desenvolvido por uma equipe liderada por Eiji Aonuma, Shigeru Miyamoto e Yoshiaki Koizumi. De acordo com Aonuma, eles estavam "cara a cara com uma questão muito difícil de criar um título que seria o sucessor de Ocarina of Time, com suas sete milhões de unidades vendidas" e, como solução, criou a ideia de um sistema de três dias para "tornar o jogo mais compacto mas ainda oferecendo uma jogabilidade profunda." Ele afirmou que o conceito de repetição temporal foi inspirado pelo filme de 1998 Lola rennt. Miyamoto e Koizumi incorporaram a história que serviu como base para o roteiro escrito por Mitsushiro Takano.  A ideia de criar um "sistema de três dias" veio de Miyamoto e Koizumi. O objetivo principal era criar um sucessor refinado para Ocarina of Time que permitiria que os jogadores tivessem uma experiência diferente a cada vez que o jogassem.
O Majora's Mask apareceu inicialmente na mídia em maio de 1999, quando a Famitsu informou que uma expansão de Zelda para o 64DD estava sendo desenvolvida no Japão. Esse projeto foi provisoriamente intitulado "Ura Zelda" ("ura" significa algo como "escondido" ou "por trás"). Essa expansão alteraria o design das fases de Ocarina of Time, semelhantemente a como a Master Quest expandiu o primeiro The Legend of Zelda. Em junho, a Nintendo anunciou que "Zelda: Gaiden" que, em tradução adaptada, significa "Zelda: História Secundária", iria estrear como uma demo jogável na exibição Nintendo Space World, em 27 de agosto de 1999. A mídia pressupôs que Zelda: Gaiden fosse o novo título para Ura Zelda.
Imagens de Zelda: Gaiden foram lançadas em agosto de 1999 e mostram elementos inconfundíveis em relação a versão final de Majoras's Mask, como o grande relógio situado no centro de Clock Town, o contador de dias na parte de baixo da tela, e a Goron Mask. Detalhes sobre a história e elementos de jogabilidade reveladas mais tarde naquele mês já mostravam que os conceitos da história, bem como o uso das máscaras da transformação, já eram existentes em tal fase de desenvolvimento.
Naquele mesmo mês, Miyamoto confirmou que Ura Zelda e Zelda: Gaiden eram projetos separados. Isso não esclareceu se Zelda: Gaiden era derivado de Ura Zelda ou se os dois sempre foram projetos separados. Posteriormente, Ura Zelda pode ter se tornado The Legend of Zelda: Ocarina of Time Master Quest fora do Japão, e seria lançado como um disco bônus para o GameCube para aqueles que compraram na pré-venda The Legend of Zelda: Wind Waker nos Estados Unidos, jogo que vinha acompanhado com o console GameCube na Europa.
Em novembro, a Nintendo anunciou por vias da "Holiday 2000" a data de lançamento do Zelda: Gaiden. Em março de 2000, o título final foi então anunciado: Zelda no Densetsu Mujura no Kamen no Japão e The Legend of Zelda: Majora's Mask em demais localidades.

### Diferenças técnicas deOcarina of Time

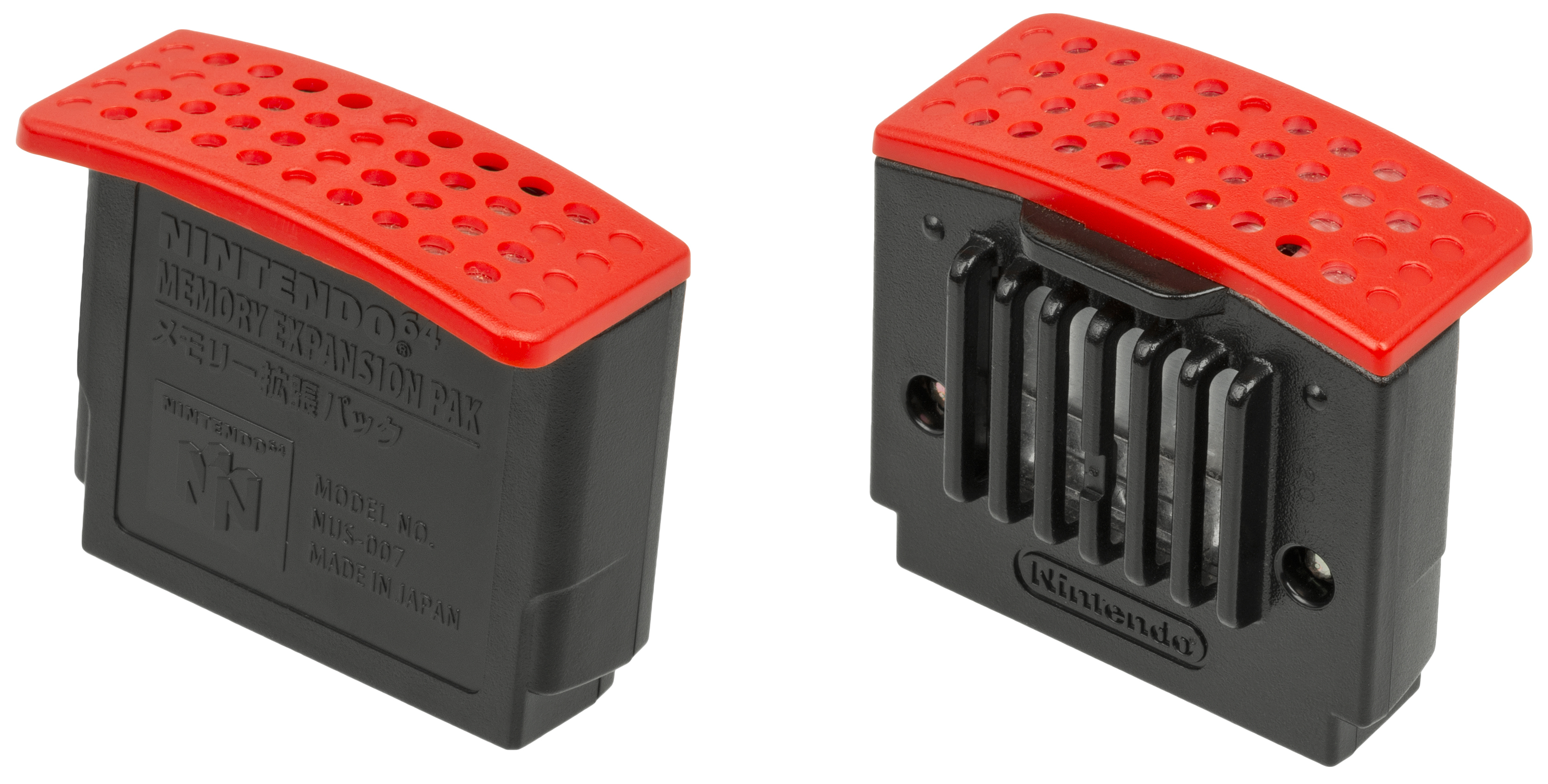
O Expansion Pak do Nintendo 64, obrigatório para jogar o jogo.

Majora's Mask utiliza uma versão melhorada do motor de jogo de The Legend of Zelda: Ocarina of Time e requer o uso do Expansion Pak de 4MB do Nintendo 64, tornando-o o segundo jogo a precisar do periférico, depois de Donkey Kong 64. A IGN sugeriu que essa necessidade existe graças à possível origem de Majora's Mask como um jogo de Nintendo 64DD, que precisaria de 4MB adicionais de RAM. O uso do Expansion Pak possibilita uma maior distância de renderização, luzes dinâmicas mais precisas, mapeamento de textura e animações mais detalhadas, efeitos mais complexos de framebuffer como o desfoque de movimento e mais personagens exibidos na tela. A distância de renderização expandida permite que o jogador veja muito mais longe e elimina a necessidade do efeito de neblina e do "panorama de papelão" vistos em Ocarina of Time, criados para cobrir áreas distantes. A IGN considerou o design das texturas do jogo um dos melhores entre todos os jogos de Nintendo 64, afirmando que apesar de algumas texturas terem uma baixa resolução, elas são "coloridas e diversas", dando a cada área "sua própria aparência única."

### Música
A música para o jogo foi escrita pelo veterano da série Koji Kondo e por Toru Minegishi. A trilha sonora consiste em grande parte de canções de Ocarina of Time retrabalhadas, complementadas com outras canções tradicionais da série Zelda como "Overworld Theme" e novas faixas. Kondo descreveu a música como tendo "uma sonoridade exótica de óperas chinesas." À medida que o ciclo de três dias progride, a faixa tema de Clock Town muda entre três variações, uma para cada dia. A IGN relacionou a mudança na música a uma mudança na atmosfera do jogo, afirmando que o andamento mais acelerado da canção do segundo dia transmite uma sensação de rápida passagem do tempo. A trilha sonora dividida em dois discos foi lançada no Japão em 23 de junho de 2000 e inclui 112 faixas do jogo.

## Recepção

### Crítica
Assim como seu predecessor, Majora's Mask foi bem recebido pela crítica, com "aclamação universal" e uma nota média agregada de 95/100 de acordo com o agregador de críticas Metacritic. Opiniões foram favoráveis quando comparado com Ocarina of Time, que é frequentemente citado como um dos melhores jogos de todos os tempos. A Tampa Bay Times, que anteriormente havia chamado Ocarina of Time de "o Gone with the Wind dos jogos eletrônicos", afirmou que Majora's Mask superou seu antecessor. A Game informer chamou o ciclo de três dias "uma das premissas mais inventivas de qualquer jogo" e disse que "sem dúvidas, Majora's Mask é a melhor aventura que o Nintendo 64 tem para oferecer." Greg Orlando da Next Generation deu ao jogo 4 de 5 estrelas, afirmando que ele é "outra linda parte da sequência."
Majora's Mask é muitas vezes considerado o jogo mais sombrio da série The Legend of Zelda. A Edge se referiu a ele como "o jogo Zelda mais estranho, sombrio e triste de todos." A N64 Magazine completou sua análise dizendo que "foi dito que Majora's Mask deveria se esconder na sombra de Ocarina of Time. Ao invés disso, ele brilha tanto quanto", dando ao jogo uma nota de 96%. A IGN descreveu Majora's Mask com "O Império Contra-Ataca do Nintendo 64... é a mesma franquia, mas é mais inteligente, mais sombrio e conta uma narrativa muito melhor." A GamePro caracterizou a história como "surreal e assustadora, profunda e intrigante" e o jogo como "prova viva de que o N64 ainda tem sua magia." Majora's Mask também foi bem colocado em enquetes votadas por fãs e jornalistas.
Entretanto, alguns críticos sentiram que Majora's Mask não era tão acessível quanto Ocarina of Time. A Tampa Bay Times opinou que ele era o jogo mais difícil da série graças a seu limite de tempo de 3 dias. A GameSpot, que deu a Ocarina of Time a nota máxima, deu a Majora's Mask uma nota de 8.3/10, escrevendo que alguns podem "achar o foco em minijogos e missões secundárias entediante e pouco adequado," e que o jogo era muito mais difícil que seu predecessor. A Game Revolution escreveu que "leva um pouco de tempo para gostar deste Zelda", mas também que há "momentos onde o jogo te acerta com todos os seus detalhes e mistérios, e faz tudo isso valer a pena."
Majora's Mask ficou em segundo lugar na premiação anual da GameSpot de "Melhor Jogo de Nintendo 64", perdendo para Perfect Dark. Ele também foi indicado na categoria de "Melhor Jogo de Aventura" entre jogos para console. O jogo ficou em 155º lugar na lista de 200 melhores jogos de todos os tempos da Electronic Gaming Monthly em 2006.

### Vendas
No Japão, 314.044 cópias de The Legend of Zelda: Majora's Mask foram vendidas em sua primeira semana, com o jogo eventualmente vendendo 601.542 cópias até o fim de 2000. Nos Estados Unidos, ele foi o quarto jogo mais vendido do ano com 1.206.489 cópias vendidas. Na Europa, ele foi o oitavo jogo mais rentável de 2000 com 27 milhões de euros gerados naquele ano (equivalentes a 42 milhões de euros em 2022). Um total de 3,36 milhões de unidades do jogo foram vendidas para o Nintendo 64.